# Cameleon
A Cameleon (live broadcaster) egy élő videó-közvetítést (live video broadcasting) biztosító szoftver, iOS alkalmazás és felhő (cloud) -platform amely élő videóközvetítést tesz lehetővé, különböző médiaszerverekre és közösségi hálózatokra, mint a Facebook és YouTube. Egy standard USB kamera, Webkamera, GoPro, CCTV, IP-kamera és egy számítógép segítségével. A szolgáltatások ingyenesen elérhetőek, míg a szoftver ingyenes vagy adományokból van fenntartva, alternatívat nyújtva a Periscope, Facebook Live, YouTube Live, Livestream, stb. alkalmazásokhoz. A támogatott platformok (platforms) között említendő a YouTube Live, Facebook Live, Tumblr, RTSP, RTMP, Wowza Streaming Engine, Adobe Flash Media Server és számos egyéb média szerver.

## Windows es Mac alkalmazás
A Cameleon for Mac (macOS) volt a cég első, népszerű livestream alkalmazása, amely később elérhetővé vált a Windows és iOS/Android készülékeken is. A szoftver számos beépített és kapcsolt USB es Wi-Fi kamerát, HD live streaming-et és hat kapcsolt eszközt tamogat.

## Felhő-szolgáltatás
A korábbi Cameleon felhő-szolgáltatást 2014-ben visszavonultatta a Yatko, bár ezek, a korabbi felhasználók számára továbbra is elérhetőek.

## Védjegy
A Cameleon név 2016 novemberétől bejegyzett védjegy (trademark) az Egyesült Államokban, míg a logó patent pending, azaz függőben levő védjegy oltalom alatt áll.

## Népszerű .live domén
A Cameleon.LIVE egyike azon kiemelt szolgáltatásoknak, amelyek egy .live TLD doménen futnak, és egyike az elsőként regisztrált és alkalmazott .LIVE oldalaknak, amelyek jelentős népszerűségre tettek szert.